# Campeonato Mundial Femenino de Balonmano de 1997
El XIII Campeonato Mundial de Balonmano Femenino se celebró en Alemania entre el 30 de noviembre y el 14 de diciembre de 1997, bajo la organización de la Federación Internacional de Balonmano (IHF) y la Federación Alemana de Balonmano.
El torneo también fue recordado por un trágico incidente en las gradas durante uno de los partidos de semifinales, entre Dinamarca y Rusia (32-22), cuando se desató una pelea entre un espectador danés y un alemán. La pelea se desarrolló cuando el alemán sacó un cuchillo y apuñaló al danés. Otro espectador danés intentó intervenir, pero también fue apuñalado. Ambos daneses murieron pronto y el alemán pronto fue arrestado por la policía. Admitió el apuñalamiento durante el interrogatorio policial y dijo que lo cometió bajo los efectos del alcohol.

## Equipos participantes
| Grupo A  | Grupo B     | Grupo C         | Grupo D             |
| -------- | ----------- | --------------- | ------------------- |
| Alemania | Bielorrusia | Argelia         | China               |
| Angola   | Canadá      | Corea del Sur   | Dinamarca           |
| Austria  | Croacia     | Costa de Marfil | Eslovenia           |
| Brasil   | Francia     | Hungría         | Macedonia del Norte |
| Japón    | Noruega     | Rumania         | República Checa     |
| Polonia  | Uzbekistán  | Uruguay         | Rusia               |

## Primera fase

### Grupo A
| Equipo   | J | G | E | P | G+  | G-  | DG  | PTS |
| -------- | - | - | - | - | --- | --- | --- | --- |
| Alemania | 5 | 5 | 0 | 0 | 153 | 92  | +61 | 10  |
| Polonia  | 5 | 4 | 0 | 1 | 129 | 114 | +15 | 8   |
| Austria  | 5 | 3 | 0 | 2 | 132 | 115 | +17 | 6   |
| Angola   | 5 | 1 | 1 | 3 | 126 | 143 | -17 | 3   |
| Japón    | 5 | 1 | 1 | 3 | 105 | 130 | -25 | 3   |
| Brasil   | 5 | 0 | 0 | 5 | 104 | 155 | -51 | 0   |

### Grupo B
| Equipo      | J | G | E | P | G+  | G-  | DG  | PTS |
| ----------- | - | - | - | - | --- | --- | --- | --- |
| Croacia     | 5 | 5 | 0 | 0 | 146 | 90  | +56 | 10  |
| Noruega     | 5 | 4 | 0 | 1 | 155 | 93  | +62 | 8   |
| Francia     | 5 | 3 | 0 | 2 | 140 | 95  | +45 | 6   |
| Bielorrusia | 5 | 2 | 0 | 3 | 122 | 125 | -3  | 4   |
| Canadá      | 5 | 0 | 1 | 4 | 77  | 139 | -62 | 1   |
| Uzbekistán  | 5 | 0 | 1 | 4 | 83  | 131 | -48 | 1   |

### Grupo C
| Equipo          | J | G | E | P | G+  | G-  | DG  | PTS |
| --------------- | - | - | - | - | --- | --- | --- | --- |
| Corea del Sur   | 5 | 5 | 0 | 0 | 160 | 101 | +59 | 10  |
| Hungría         | 5 | 4 | 0 | 1 | 156 | 102 | +54 | 8   |
| Rumania         | 5 | 3 | 0 | 2 | 153 | 124 | +29 | 6   |
| Costa de Marfil | 5 | 2 | 0 | 3 | 121 | 129 | -8  | 4   |
| Argelia         | 5 | 1 | 0 | 4 | 101 | 146 | -45 | 2   |
| Uruguay         | 5 | 0 | 0 | 5 | 74  | 163 | -89 | 0   |

### Grupo D
| Equipo              | J | G | E | P | G+  | G-  | DG  | PTS |
| ------------------- | - | - | - | - | --- | --- | --- | --- |
| Rusia               | 5 | 4 | 1 | 0 | 128 | 111 | +17 | 9   |
| Macedonia del Norte | 5 | 3 | 1 | 1 | 124 | 115 | +9  | 7   |
| Dinamarca           | 5 | 3 | 1 | 1 | 161 | 114 | +47 | 7   |
| República Checa     | 5 | 2 | 1 | 2 | 136 | 145 | -9  | 5   |
| Eslovenia           | 5 | 1 | 0 | 4 | 136 | 158 | -22 | 2   |
| China               | 5 | 0 | 0 | 5 | 118 | 160 | -42 | 0   |

## Fase final
|  | Octavos de final             | Octavos de final             |               |    | Cuartos de final        | Cuartos de final        |  |  | Semifinales             | Semifinales             |  |  | Final                   | Final                   |
|  | 10 y 11 de diciembre de 1997 | 10 y 11 de diciembre de 1997 |               |    | 12 de diciembre de 1997 | 12 de diciembre de 1997 |  |  | 13 de diciembre de 1997 | 13 de diciembre de 1997 |  |  | 14 de diciembre de 1997 | 14 de diciembre de 1997 |
|  |                              |                              |               |    |                         |                         |  |  |                         |                         |  |  |                         |                         |
|  |                              |                              |               |    |                         |                         |  |  |                         |                         |  |  |                         |                         |
|  |                              |                              |               |    |                         |                         |  |  |                         |                         |  |  |                         |                         |
|  | Alemania                     | 33                           |               |    |                         |                         |  |  |                         |                         |  |  |                         |                         |
|  | Alemania                     | 33                           |               |    |                         |                         |  |  |                         |                         |  |  |                         |                         |
|  | Bielorrusia                  | 23                           |               |    |                         |                         |  |  |                         |                         |  |  |                         |                         |
|  | Bielorrusia                  | 23                           | Alemania      | 24 |                         |                         |  |  |                         |                         |  |  |                         |                         |
|  |                              |                              |               | 24 |                         |                         |  |  |                         |                         |  |  |                         |                         |
|  |                              | Macedonia del Norte          | 19            |    |                         |                         |  |  |                         |                         |  |  |                         |                         |
|  | Macedonia del Norte          | Macedonia del Norte          | 19            | 37 |                         |                         |  |  |                         |                         |  |  |                         |                         |
|  | Macedonia del Norte          |                              |               | 37 |                         |                         |  |  |                         |                         |  |  |                         |                         |
|  | Rumania                      | 33                           |               |    |                         |                         |  |  |                         |                         |  |  |                         |                         |
|  | Rumania                      | 33                           | Alemania      | 23 |                         |                         |  |  |                         |                         |  |  |                         |                         |
|  |                              |                              |               | 23 |                         |                         |  |  |                         |                         |  |  |                         |                         |
|  |                              | Noruega                      | 25            |    |                         |                         |  |  |                         |                         |  |  |                         |                         |
|  | Corea del Sur                | Noruega                      | 25            | 29 |                         |                         |  |  |                         |                         |  |  |                         |                         |
|  | Corea del Sur                |                              |               | 29 |                         |                         |  |  |                         |                         |  |  |                         |                         |
|  | República Checa              | 26                           |               |    |                         |                         |  |  |                         |                         |  |  |                         |                         |
|  | República Checa              | 26                           | Corea del Sur | 21 |                         |                         |  |  |                         |                         |  |  |                         |                         |
|  |                              |                              |               | 21 |                         |                         |  |  |                         |                         |  |  |                         |                         |
|  |                              | Noruega                      | 27            |    |                         |                         |  |  |                         |                         |  |  |                         |                         |
|  | Noruega                      | Noruega                      | 27            | 24 |                         |                         |  |  |                         |                         |  |  |                         |                         |
|  | Noruega                      |                              |               | 24 |                         |                         |  |  |                         |                         |  |  |                         |                         |
|  | Austria                      | 18                           |               |    |                         |                         |  |  |                         |                         |  |  |                         |                         |
|  | Austria                      | 18                           | Noruega       | 20 |                         |                         |  |  |                         |                         |  |  |                         |                         |
|  |                              |                              |               | 20 |                         |                         |  |  |                         |                         |  |  |                         |                         |
|  |                              | Dinamarca                    | 33            |    |                         |                         |  |  |                         |                         |  |  |                         |                         |
|  | Hungría                      | Dinamarca                    | 33            | 25 |                         |                         |  |  |                         |                         |  |  |                         |                         |
|  | Hungría                      |                              |               | 25 |                         |                         |  |  |                         |                         |  |  |                         |                         |
|  | Dinamarca                    | 30                           |               |    |                         |                         |  |  |                         |                         |  |  |                         |                         |
|  | Dinamarca                    | 30                           | Dinamarca     | 25 |                         |                         |  |  |                         |                         |  |  |                         |                         |
|  |                              |                              |               | 25 |                         |                         |  |  |                         |                         |  |  |                         |                         |
|  |                              | Croacia                      | 21            |    |                         |                         |  |  |                         |                         |  |  |                         |                         |
|  | Croacia                      | Croacia                      | 21            | 30 |                         |                         |  |  |                         |                         |  |  |                         |                         |
|  | Croacia                      |                              |               | 30 |                         |                         |  |  |                         |                         |  |  |                         |                         |
|  | Angola                       | 22                           |               |    |                         |                         |  |  |                         |                         |  |  |                         |                         |
|  | Angola                       | 22                           | Dinamarca     | 32 |                         |                         |  |  |                         |                         |  |  |                         |                         |
|  |                              |                              |               | 32 |                         |                         |  |  |                         |                         |  |  |                         |                         |
|  |                              | Rusia                        | 22            |    |                         |                         |  |  |                         |                         |  |  |                         |                         |
|  | Polonia                      | Rusia                        | 22            | 30 |                         |                         |  |  |                         |                         |  |  |                         |                         |
|  | Polonia                      |                              |               | 30 |                         |                         |  |  |                         |                         |  |  |                         |                         |
|  | Francia                      | 20                           |               |    |                         |                         |  |  |                         |                         |  |  |                         |                         |
|  | Francia                      | 20                           | Polonia       | 19 |                         |                         |  |  |                         |                         |  |  |                         |                         |
|  |                              |                              |               | 19 |                         |                         |  |  |                         |                         |  |  |                         |                         |
|  |                              | Rusia                        | 24            |    |                         |                         |  |  |                         |                         |  |  |                         |                         |
|  | Rusia                        | Rusia                        | 24            | 28 |                         |                         |  |  |                         |                         |  |  |                         |                         |
|  | Rusia                        |                              |               | 28 |                         |                         |  |  |                         |                         |  |  |                         |                         |
|  | Costa de Marfil              | 20                           |               |    |                         |                         |  |  |                         |                         |  |  |                         |                         |
|  | Costa de Marfil              | 20                           |               |    |                         |                         |  |  |                         |                         |  |  |                         |                         |

- 3.º / 4.º puesto

|          |         |       |
| Alemania | 27 – 25 | Rusia |

## Medallero
|           |         |          |
| Dinamarca | Noruega | Alemania |

## Estadísticas

### Clasificación general
| 1. Dinamarca           |
| 2. Noruega             |
| 3. Alemania            |
| 4. Rusia               |
| 5. Corea del Sur       |
| 6. Croacia             |
| 7. Macedonia del Norte |
| 8. Polonia             |
| 9. Hungría             |
| 10. Francia            |
| 11. Austria            |
| 12. Rumania            |
| 13. República Checa    |
| 14. Costa de Marfil    |
| 15. Angola             |
| 16. Bielorrusia        |
| 17. Japón              |
| 18. Eslovenia          |
| 19. Argelia            |
| 20. Canadá             |
| 21. Uzbekistán         |
| 22. China              |
| 23. Brasil             |
| 24. Uruguay            |